# 유종 (촉한)
유종(劉琮, ? ~ 311년)은 촉한 효회황제(蜀漢 孝懷皇帝) 유선(劉禪)의 삼남이다.

## 행적
252년, 서하왕(西夏王)으로 봉해졌다.
263년, 촉한이 멸망하자 조위에 투항했다.
311년, 영가의 난을 일으킨 유요와 왕미에 의해 다른 형제들과 함께 피살되었다.